# Manuel Besares
Manuel Besares (La Banda, provincia de Santiago del Estero, Virreinato del Río de la Plata, 1792 - Batalla de Ituzaingó, Imperio del Brasil, 20 de febrero de 1827) fue un militar argentino, que participó en las Expediciones Auxiliadoras al Alto Perú, en las primeras guerras civiles argentinas y en la Guerra del Brasil, durante la cual murió en combate en la Batalla de Ituzaingó.

## Biografía
En 1810 se enroló en el Ejército del Norte como oficial del contingente reunido en su provincia por Juan Francisco Borges; éste tuvo un conflicto con el coronel Ocampo, por lo que ni Borges ni ninguno de sus oficiales marchó al Alto Perú.
A órdenes del general Manuel Belgrano participó en las victorias de Tucumán y Salta. Iniciada la marcha al Alto Perú, una fractura en una pierna en Humahuaca le impidió llegar a destino.
En 1814 fue enviado a la Banda Oriental, donde participó en la conquista de la ciudad realista de Montevideo y de dos campañas contra los federales de José Artigas.
A mediados de 1815 fue enviado nuevamente al Ejército del Norte como oficial del Regimiento Nro. 2 de Infantería, al mando del coronel Juan Bautista Bustos; tampoco esta vez pudo llegar al Alto Perú, porque el gobernador de la Provincia de Salta, Martín Miguel de Güemes, temiendo que los dos regimientos que pretendían cruzar su provincia lo derrocaran, les prohibió el paso. Cuando finalmente lograron pasar, ya el Ejército marchaba derrotado hacia el sur.
Permaneció en el Ejército del Norte durante los cuatro años siguientes, y participó en la represión de la revolución federal de Borges en 1817, y en algunas acciones contra el caudillo santafesino Estanislao López. Enviado a la guarnición de San Miguel de Tucumán, fue arrestado en noviembre de 1819 por oponerse a la revolución que llevó al poder a Bernabé Aráoz.
Se trasladó a Buenos Aires, donde participó en las últimas campañas de la Anarquía del Año XX, en particular en las batallas de Cañada de la Cruz y San Nicolás. En 1822, durante la reforma militar promovida por Rivadavia, fue dado de baja con el grado de teniente coronel.
Regresó a Santiago del Estero, donde se unió al regimiento organizado por el entonces coronel José María Paz para formar parte de la campaña al Alto Perú organizada por el coronel José María Pérez de Urdininea. Esta campaña tampoco se pudo realizar.
Solamente en 1825 logró el objetivo que buscaba hacía quince años, participando en la última campaña al Alto Perú, a órdenes del gobernador salteño Arenales. No hubo combates, ya que los realistas del Alto Perú se rindieron o se pasaron a las fuerzas de Sucre.
De regreso a Salta, el regimiento de que formaba parte – formado por santiagueños y salteños – marchó a la Guerra del Brasil; su jefe era el coronel Paz, y su segundo jefe el teniente coronel Besares.
Tras participar en la marcha hacia el norte a órdenes del general Alvear, tomó parte en la Batalla de Ituzaingó, del 20 de febrero de 1827. Por orden de Alvear –y a pesar de las objeciones de Paz– el regimiento cargó sobre una posición muy fuerte de las tropas brasileñas. Durante el ataque, una bala de cañón arrancó la cabeza del teniente coronel Besares, que murió al instante. Pese a la arenga de Paz, que mostró la muerte de su segundo como un honor, sus hombres fueron diezmados en un ataque inútil y debieron retroceder, sin participar decisivamente en la victoria rioplatense.
Una calle de la ciudad de Buenos Aires lleva el nombre del teniente coronel Besares.